# The Island Years
The Island Years è un album dal vivo della thrash metal statunitense Anthrax, pubblicato nel 1994 dalla Island Records.

## Il disco
Sono delle registrazioni risalenti al tour antecedente l'abbandono di Joey Belladonna, poi arriveranno una prima reunion (con anche Dan Spitz) e una seconda nel 2010.

## Curiosità
Durante l'esecuzione di Bring the Noise sono presenti anche i Public Enemy.

## Tracce
1. Efilnikufesin (N.F.L.) (Anthrax) – 6:59
2. A.I.R. (Anthrax) – 4:35
3. Parasite (Frehley) – 2:52
4. Keep It in the Family (Anthrax) – 7:05
5. Caught in a Mosh (Anthrax) – 5:26
6. Indians (Anthrax) – 6:59
7. Antisocial (Bonvoisin/Krief) – 6:38
8. Bring the Noise (Anthrax/Public Enemy) – 7:38
9. I Am the Law (Anthrax/Lilker) – 6:04
10. Metal Thrashing Mad (Anthrax) – 2:46
11. In My World (Anthrax) – 6:36
12. Now It's Dark (Anthrax) – 5:48

## Formazione
- Joey Belladonna - voce
- Scott Ian - chitarra
- Dan Spitz - chitarra
- Frank Bello - basso
- Charlie Benante - batteria